# Леонардо Шаша
Леонардо Шаша (на италиански: Leonardo Sciascia) е италиански журналист, драматург, политик, изкуствовед и учител, поет и писател, автор на произведения в жанра драма, лирика, криминален роман, трилър, исторически роман, публицистика и документалистика.

## Биография и творчество
Леонардо Шаша е роден на 8 януари 1921 г. в Ракалмуто, Италия. През 1935 г. семейството му се мести в Калтанисета, където той учи при писателя Виталиано Бранкати, който става негов модел в писането и го запознава с френските писатели. Политикът Джузепе Граната го запознава с френското Просвещение и американската литература. Отбива военната си служба и през 1941 г. се записва в Педагогическия факултет на Месина, но впоследствие не го завършва.
В периода 1941 – 1948 г. работи в Земеделския консорциум, занимаващ се със съхранението на пшеница в Ракалмуто, чрез което се запознава със селската действителност. През 1944 г. се жени за Мария Андронико, начална учителка в Ракалмуто, с кояно имат две дъщери – Лора и Анна Мария. През 1948 г. брат му се самоубива, което му оказва дълбоко влияние. През 1949 г. става учител в Ракалмуто.
През 1950 г. е издадена първата му книга, „Басни на диктатурата“ (Favole della dittatura), която е сатира за фашизма в Италия във формата на 27 поетични басни.  През 1952 г. е издадена стихосбирката му „Сицилия, нейното сърце“ (La Sicilia, il suo cuore). През 1953 г. е публикувано есето му „Пирандело и пиранделизъм“ (Pirandello e il pirandellismo), за което получава наградата „Пирандело“ на Сицилианския регион. 
През 1954 г. започва да си сътрудничи със списания за литература и етнология издавани в Калтанисета. През 1956 г. е публикувана първата му книга, „Енорите на Регалпетра“ (Le parrocchie di Regalpetra), автобиографичен роман, вдъхновен от опита му като начален учител в родния му град. През 1956 г. е командирован като учител в Калтанисета, а в периода 1957 – 1958 г. е назначен в Министерството на образованието в Рим, където се сприятелява за цял живот със сицилианския художник Бруно Карузо. След това се връща в Калтанисета като служител на Министерството на образованието. През есента на 1957 г. е публикуван сборникът му „Чичовци на Сицилия“ (Gli zii di Sicilia), който включва остри възгледи за теми като влиянието на САЩ и на комунизма в света и обединението на Италия през 19-ти век.
През 1961 г. е издаден един от най-известните му романи, „Денят на кукумявката“, криминален роман с политическа основа, чийто сюжет се развива в сицилианско село, доминирано от мафията и нейния принцип на омерта. През 1968 г. режисьорът Дамяно Дамяни екранизира романа във филма „Денят на совата“ с участието на Франко Неро като капитана на карабинерите Белоди и Клаудия Кардинале в ролята на вдовицата на убит мъж.
През 1963 г. е издаден историческият му роман „Съветът на Египет“ (Il consiglio d'Egitto), чието действие се развива през 18-ти век. Палермо, където живее и действа опитният фалшификатор, абатът Джузепе Вела, който „измисля“ древен арабски кодекс в полза на вицекраля.
След поредица от есета, през 1965 г. пише пиесата „Почетният“ (L'onorevole), за разобличаване на съучастничеството между правителството и мафията. През 1966 г. е издаден политическият му криминален роман „Всекиму своето“. Той е история за гимназиалния учител Паоло Лорана, който започва разследване на смъртта на селския фармацевт и неговия приятел лекар, но се сблъсква с мълчанието на всички селяни, поради страх и корупция. Романът е екранизиран през 1967 г. от Елио Петри в едноименния филм с участието на Джан Мария Волонте и Ирини Папа.
През 1967 г. Леонардо Шаша се мести в Палермо, а през 1969 г. започва сътрудничество с „Кориере дела Сера“. Същата година пише пиесата „Рецитиране на спора за Липари“ (Recitazione della controversia liparitana), която е посветена на Александър Дубчек. През 1970 г. се пенсионира и се посвещава на писателската си кариера.
През 1971 г. е издаден криминалният му роман „Предизвикателството“ (Il contesto), по който режисьорът Франческо Рози прави през 1976 г. филма „Височайши особи“ с участието на Лино Вентура. Романът създава полемика поради безмилостния си портрет на италианската политика, както и следващият му роман „С всички средства“ (Todo modo) от 1974 г., поради описанието на италианското католическо духовенство. Романът „Todo modo“ също е екранизиран през 1976 г. от Елио Петри в едноименния филм с участието на Джан Мария Волонте, Марчело Мастрояни, Марианджела Мелато и Ренато Салватори.
На общинските избори през 1975 г. в Палермо се кандидатира като независим в рамките на листата на Италианската комунистическа партия и е избран в градския съвет. През 1975 г. е издаден и романът му „Изчезването на Майорана“, в който третира темата с мистериозното изчезване на известния учен Еторе Майорана в Сицилия, предлага теория за съдбата на учения, отхвърляйки хипотезата за „самоубийство“. През 1977 г. се оттегля от комунистическата партия поради противопоставянето си на всякакви сделки с Християндемократическата партия. По-късно е избран в италианския и в европейския парламент с листата на Радикалната партия. В Камарата на депутатите става член на комисията ѝ за разследване на отвличането на Алдо Моро.
На базата на своя уникален сицилиански опит, той пише за произведения за свързването на семейства с политически партии, за предателството на съюзи и вярност, даването на услуги и получаване на резултати, които не са в полза на обществото, а на лицата в сянка. В тях доказва, че корупцията, която е ендемична в италианското общество, помага само на онези, които са част от тайните общества и политическите класи.
Леонардо Шаша умира от множествена миеломна нефропатия с хронична бъбречна недостатъчност на 20 ноември 1989 г. в Палермо. Погребан е в родния си град Ракалмуто. Литературното му наследство – произведения, преводи и кореспонденция, се съхранява от Фондация „Леонардо Шаша“ в Ракалмуто.

## Произведения

### Самостоятелни романи и повести[1][2][3][4][5][8]
- Il giorno della civetta (1961)[6]
Денят на кукумявката, изд.: „Народна култура“, София (1965), прев. Виолета Даскалова
- Il consiglio d'Egitto (1963)
- A ciascuno il suo (1966)
Всекиму своето, изд.: ОФ, София (1968), прев. Петър Драгоев
- Il contesto. Una parodia (1971)[6]
- Todo modo (1974)
- Candido, ovvero Un sogno fatto in Sicilia (1977)
- La strega e il capitano (1986)
- 1912 + 1 (1986)
- Porte aperte (1987)
- Il cavaliere e la morte. Sotie (1988)
Рицарят и смъртта : Новели и соти, изд. „Абагар“ (1991), прев. Хубан Стойнов
- Una storia semplice (1989)

### Разкази

#### Сборници
- Gli zii di Sicilia (1958)[1][7], I gettoni (1958)
- Racconti siciliani (1966), впоследствие Il mare colore del vino
- Il mare colore del vino (1973)
С всички средства : Повести и разкази, изд.: „Народна култура“, София (1978), прев. Хубан Стойнов
- Cronachette (1985)

#### Отделни разкази
- Atti relativi alla morte di Raymond Roussel (1971)
- La sentenza memorabile (1982)

### Поезия
- Favole della dittatura (1950) – 27 поетични басни[2][7]
- La Sicilia, il suo cuore (1952)

### Пиеси
- L'onorevole (1965)
- Recitazione della controversia liparitana (1969)

### Сценарии
- La smania addosso, реж. Марчело Андрей (1963)
- Bronte: cronaca di un massacro che i libri di storia non hanno raccontato, реж. Форестано Ванчини (1972)
- La singolare avventura di Francesco Maria, тв епизод (1983)

### Документалистика
частично представяне
- Pirandello e il pirandellismo (1953) – Награда „Пирандело“ [2][8][7]
- Le parrocchie di Regalpetra (1956)
- Pirandello e la Sicilia (1961)
- Morte dell'Inquisitore (1964)
- L'ordine delle somiglianze (1967)
- La corda pazza. Scrittori e cose della Sicilia (1970)
- Luciano e le fedi, в Luciano di Samosata, I Dialoghi. Dialoghi degli dei, dialoghi marini, dialoghi dei morti, dialoghi delle cortigiane, versione di Luigi Settembrini, Collana i millenni (1974)
- La scomparsa di Majorana (1975)
Изчезването на Майорана, изд.: ОФ, София (1968), прев. Никола Иванов и Петър Драгоев
- I pugnalatori (1976)
- L'affaire Moro (1978)
- Dalle parti degli infedeli (1979)
- Nero su nero (1979)
- Il teatro della memoria (1981)
- Cruciverba (1983)
- Occhio di capra (1984)
- Per un ritratto dello scrittore da giovane (1985)
- Ore di Spagna (1988)
- Alfabeto pirandelliano (1989)
- Fatti diversi di storia letteraria e civile (1989)
- A futura memoria (1989)
- Leonardo Sciascia scrittore editore ovvero La felicità di far libri (2003)
- La storia della mafia (2003)
- Fine del carabiniere a cavallo. Saggi letterari (1955 – 1989) (2016)
- Breve storia del romanzo poliziesco (2022)

### Други
- Santo Marino. Con 1 acquaforte originale e 10 riproduzioni (1963)
- Feste religiose in Sicilia (1965)
- Giuseppe Pitrè-Leonardo Sciascia, Urla senza suono. Graffiti e disegni dei prigionieri dell'Inquisizione (1999)

## Екранизации
- 1963 La smania addosso – диалог
- 1967 Всекиму-своето, A ciascuno il suo
- 1968 Денят на совата, Il giorno della civetta
- 1970 L'Italia vista dal cielo: Sicilia – документален
- 1970 Un caso di coscienza
- 1972 Bronte: cronaca di un massacro che i libri di storia non hanno raccontato – сценарий
- 1976 Височайши особи, Cadaveri eccellenti – по Il contesto
- 1976 С всички средства, Todo modo
- 1976 Una vita venduta – по разказа L'antimonio
- 1978 Grand hôtel des palmes – тв филм
- 1983 A ciascuno il suo – тв филм
- 1983 Dieci registi italiani, dieci racconti italiani – тв сериал, 1 епизод
- 1984 Western di cose nostre – тв филм
- 1986 Il caso Moro
- 1989 Társasjáték – късометражен
- 1989 Gioco di società – тв филм
- 1990 Отворени врати, Porte aperte
- 1991 Una storia semplice
- 1996 Мъжът, когото убих, L'uomo che ho ucciso – тв филм, по „1912 + 1“
- 1996 Il Consiglio d'Egitto – тв филм
- 2000 Ce ne ricorderemo, di questo pianeta. Un sogno di Sciascia in Sicilia
- 2001 Il consiglio d'Egitto
- 2014 Il giorno della civetta – тв филм
- 2018 I riassuntini – тв минисериал